# Mary Elizabeth Caldwell
Mary Elizabeth Caldwell (* 1. August 1909 in Tacoma, Washington; † 15. November 2003) war eine US-amerikanische Komponistin und Organistin.

## Leben
Caldwell studierte an der University of California, Berkeley, danach am Münchener Konservatorium und der Juilliard School of Music. Sie wirkte dann mehr als fünfzig Jahre lang als Organistin. Sie komponierte zahlreiche Chorkantaten, in denen sie u. a. volkstümliche Weihnachtsmusik aufnahm und die seit den 1950er Jahren zum Repertoire des Mormon Tabernacle Choir gehören.
Seit den 1960er Jahren wandte sich Caldwell auch größeren Formen zu. Sie komponierte ein liturgisches Drama und schrieb im Auftrag der Pasadena Junior League drei Opern für Kinder. Eine der Opern, A Gift of Song, die die Geschichte der Komposition des Liedes Stille Nacht, heilige Nacht durch Franz Gruber aufgriff, wurde weltweit erfolgreich aufgeführt.

## Werke
- The Road to Bethlehem, Kantate
- What the Star Saw, Kantate
- Let Us Follow Him, Kantate
- Of Time and Eternity, Osterkantate
- The Freedom Song, patriotische Kantate
- A Gift of Song, Oper
- Pepito’s Golden Flower, Oper
- The Night of the Star, Oper
- In the Fullness of Time, liturgisches Drama
- diverse Kompositionen oder Arrangements geistlicher Lieder für Chor, Sologesang oder Orgel (siehe Weblinks)